# 就労不能
就労不能（しゅうろうふのう）とは、傷病や障害など、もしくは、法令などにより、就労が不能な状態を意味する用語である。なお、就労困難には就労が出来る可能性も含むが、就労不能は就労が出来ない状態を表す。就業不能（しゅうぎょうふのう）とも言う。

## 概要
医師による診断書や書類などに用い、休職や各種保障など受けるとき、もしくは、国や行政による証明や書類などに用い、就労不能の確認などの際に、使用される用語である。
プレジデントオンラインでは、医療保険会社における就業不能保険では、病気やケガをして働けなくなった場合に給付金を受け取れるというものであることを紹介している。また、南相馬市などでは、原子力損害賠償紛争解決センターが作成した和解事例集として、「延長が認められた就労不能損害賠償」などの和解事例を、申立ての参考として情報提供を行っている。 